# Мирный (Сосновский район)
Ми́рный — посёлок в Сосновском районе Челябинской области. Административный центр Мирненского сельского поселения.
Рядом расположена деревня Медиак и протекает река Зюзелга.

## История
Около 1911 в Долгодеревенском станичном юрту хлеботорговец К. Колокольников выделил зятю И.С. Толстых около 3 тыс. дес. земли для строительства мельницы. 
К 1925 рядом образовался выселок Шаховский, который объединили с мельничным поселком. 
В 1926 здесь было 48 дворов.
В 1932 образован мясо-молочный совхоз «Есаульский», в 1942 преобразован в подсобное хозяйство ЧКПЗ им. Сталина. 
В 1959  создан племсовхоз «Заря» (дир. Я.М. Бойченко). 
В 1963 поселку присвоено современное название. В том же году на базе племсовхоза и колхозов «Ленинский путь», «Сдвиг» и подсобного хозяйства «Красное поле» создан совхоз «Россия» (ныне гос. племзавод «Россия»). 

## Население
| 2002 | 2010  |
| ---- | ----- |
| 2175 | ↘2084 |

(в 1959 — 700, в 1970 — 1032, в 1983 — 1708, в 1995 — 2158)
По данным Всероссийской переписи, в 2010 году численность населения посёлка составляла 2084 человек (965 мужчин и 1119 женщин).

## Инфраструктура
В посёлке функционируют средняя общеобразовательная школа и детский сад. Конный клуб. 

## Улицы
Уличная сеть посёлка состоит из 17 улиц.